# Роберто П'яцца
Роберто П'яцца (італ. Roberto Piazza; нар. 29 січня 1968, Парма) — італійський волейбольний тренер, колишній волейболіст, який грав на позиції центрального блокувальника. Головний тренер чоловічої національної збірної Нідерландів та італійського клубу «Алліянц» (Мілан).

## Життєпис
Народився 29 січня 1968 року в Пармі.
Грав у клубі з рідного міста — «Максиконо» (1987—1989), у сезоні 1989—1990 — у складі «П'яченци» (Volley Piacenza).
Працював помічником головного тренера в клубах «Максиконо» і «Каріпарма» (обидвоє — Парма, 1990—1996), «Сіслей» (Тревізо, 1996—2007), «Динамо» (Москва, 2007—2009). Тренував клуби «Сіслей» (Беллуно, 2009—2012), «Бре Ланутті» (Кунео, 2012—2014), «Ястшембський Венґель» (2014—2015), «Олімпіакос» (Пірей, Греція, 2015—2016), «Азимут Модена» (Azimut Modena, 2016—2017), польський «Скра» (Белхатів, 2017—2019), який у чвертьфіналі Ліги чемпіонів ЄКВ 2018—2019 здолав «Зеніт» (Санкт-Петербург). У 2016 році очолював чоловічу збірну Катару, від 2019 року є головним тренером чоловічої збірної Нідерландів. Також був помічником тренера збірної рф.
У поєдинку фінальної частини Євро 2019 чоловіча збірна України поступилася збірній Нідерландів 0:3 (26:28, 27:29, 21:25). 5 вересня 2022 року в 1/8 фіналу світової першости 2022 українці взяли реванш, перегравши підопічних Роберто П'яцци 3:0.

### Досягнення
Гравець
- володар Кубка кубків ЄКВ: 1988, 1989
- володар Суперкубка ЄКВ 1989

Тренер
- переможець Плюс Ліги 2018